# Riu Ugashik
El riu Ugashik (en anglès Ugashik River) és un riu que es troba a sud-oest de l'estat d'Alaska, Estats Units. El riu discorre entre els llacs Ugashik i la badia Ugashik, un estuari de la badia de Bristol, després de 69 quilòmetres de recorregut.
L'origen del nom Ugashik no queda gaire clar, tot i que les primeres variants ortogràfiques del nom com Oogashik i Ougashick suggereixen que el nom es refereix a la font del riu: dues aigües (llacs) i el seu caràcter fangós.
Els principals afluents del riu són el King Salmon River i el Dog Salmon River, els quals s'uneixen al riu prop de la seva desembocadura, a la badia Ugashik. El riu és navegable fins a una petita llacuna que es troba abans d'arribar al llac Lower Ugashik. El riu acull gran quantitat de salmons, en particular de salmó vermell.